# Knethaken
Knethaken sind Teile einer Küchenmaschine, eines Handrührgerätes oder eines Teigkneters in einer Bäckerei.

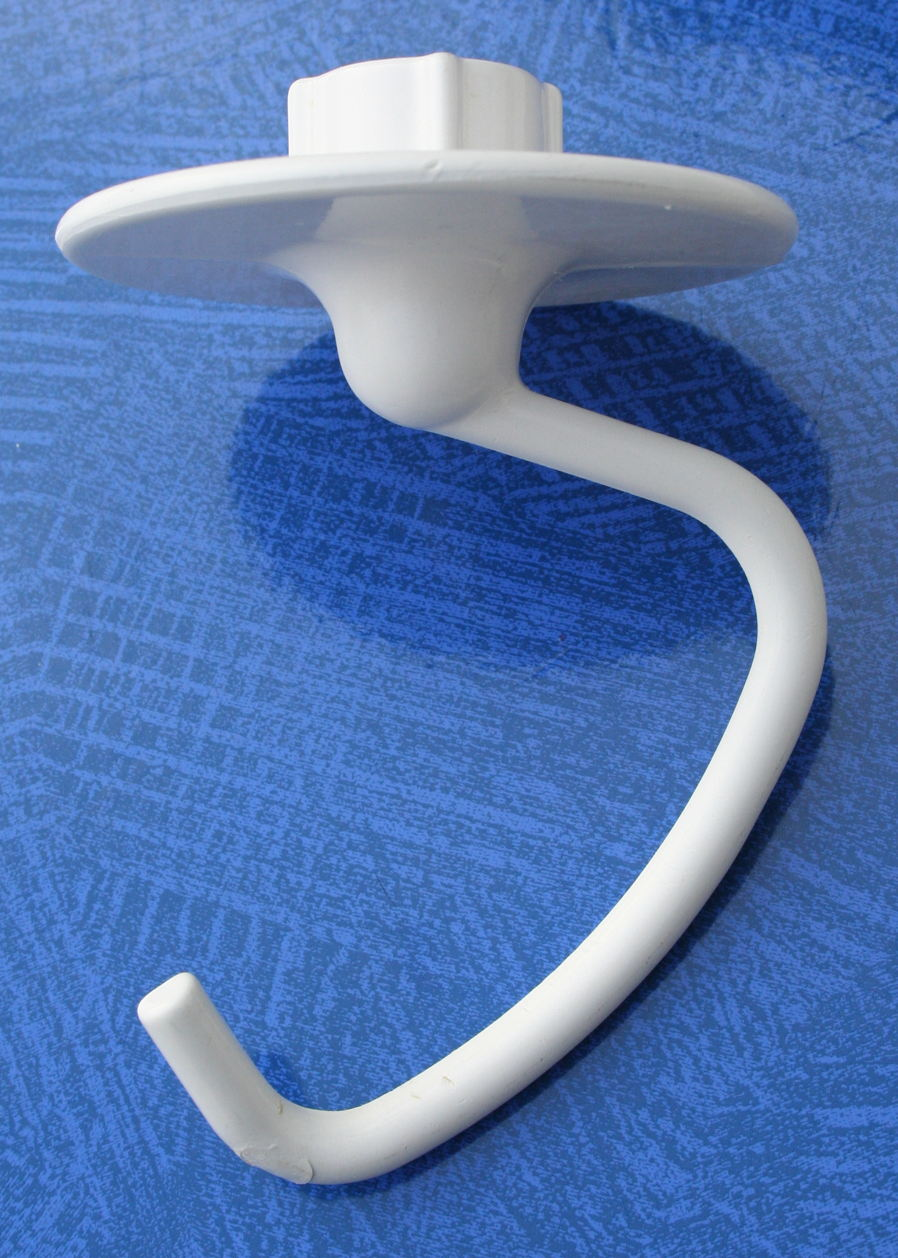
Knethaken der Küchenmaschine KitchenAid

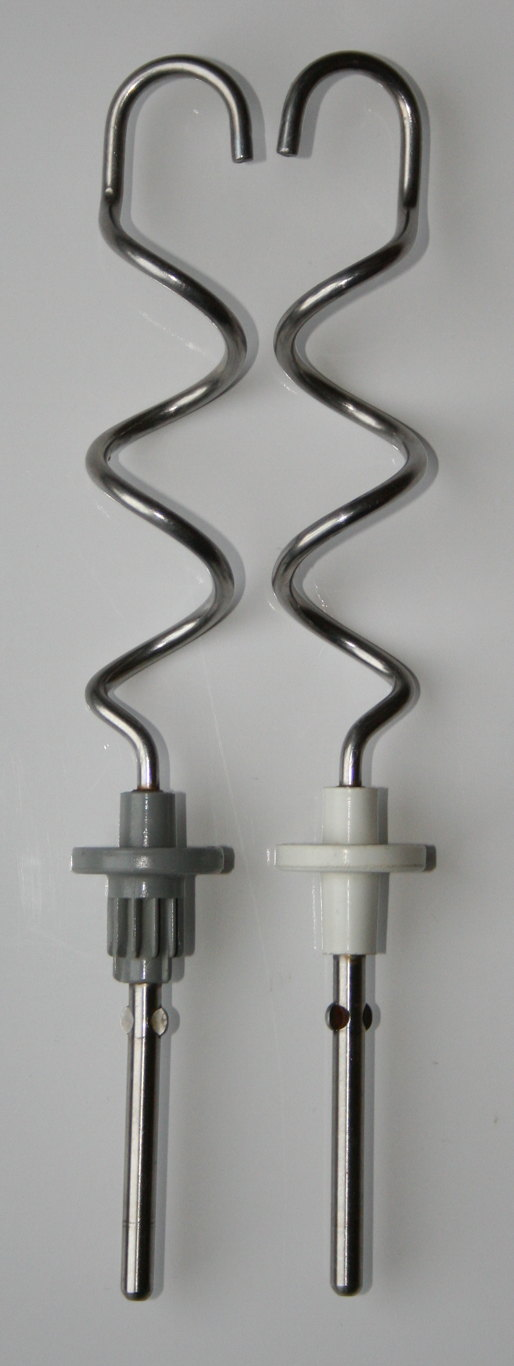
Knethaken eines elektrischen Handrührgerätes

## Beschreibung
Knethaken sind meist aus Metall, seltener aus Kunststoff hergestellt. Sie sind spiralförmig angeordnet, das Ende ist meist zu einem Haken umgebogen.

## Verwendung
Mit Knethaken vermengt, knetet und homogenisiert man schwere Teigsorten wie z. B. Hefeteig. Im Gegensatz zu weichen Teigen, die mit Rühr- und Schneebesen vermischt werden, wird mit einem Knethaken keine Luft in den Teig eingearbeitet.